# Rackwitz
Rackwitz è un comune di 5.088 abitanti della Sassonia, in Germania.
Appartiene al circondario (Landkreis) della Sassonia settentrionale (targa TDO).